# À chaque pas
À chaque pas – utwór francuskiego piosenkarza Jonatana Cerrady z 2004, umieszczony na reedycji debiutanckiego płyty artysty pt. Siempre 23. Utwór napisał Cerrada we współpracy z Benjaminem Robbinsem i Steve'em Balsamo.
Utwór reprezentował Francję w 49. Konkursie Piosenki Eurowizji w 2004.

## Historia utworu

### Nagrywanie
Utwór powstał w marcu 2004, muzykę i tekst do piosenki stworzyli Jonatan Cerrada, Benjamin Robbins i Steve Balsamo. Numer był nagrywany w studiu Garage i Ferber, za jego miks w studiu Mega A odpowiada François Delabrière, a za mastering – Jean-Pierre Chalbos. Producentem singla został Jean-François Berger. Singiel miał swoją premierę 25 marca, cztery dni później został wydany w formie singla.
Oprócz francuskojęzycznej wersji singla, Cerrada nagrał piosenkę w języku angielskim („I Still Believe”).

### Teledysk

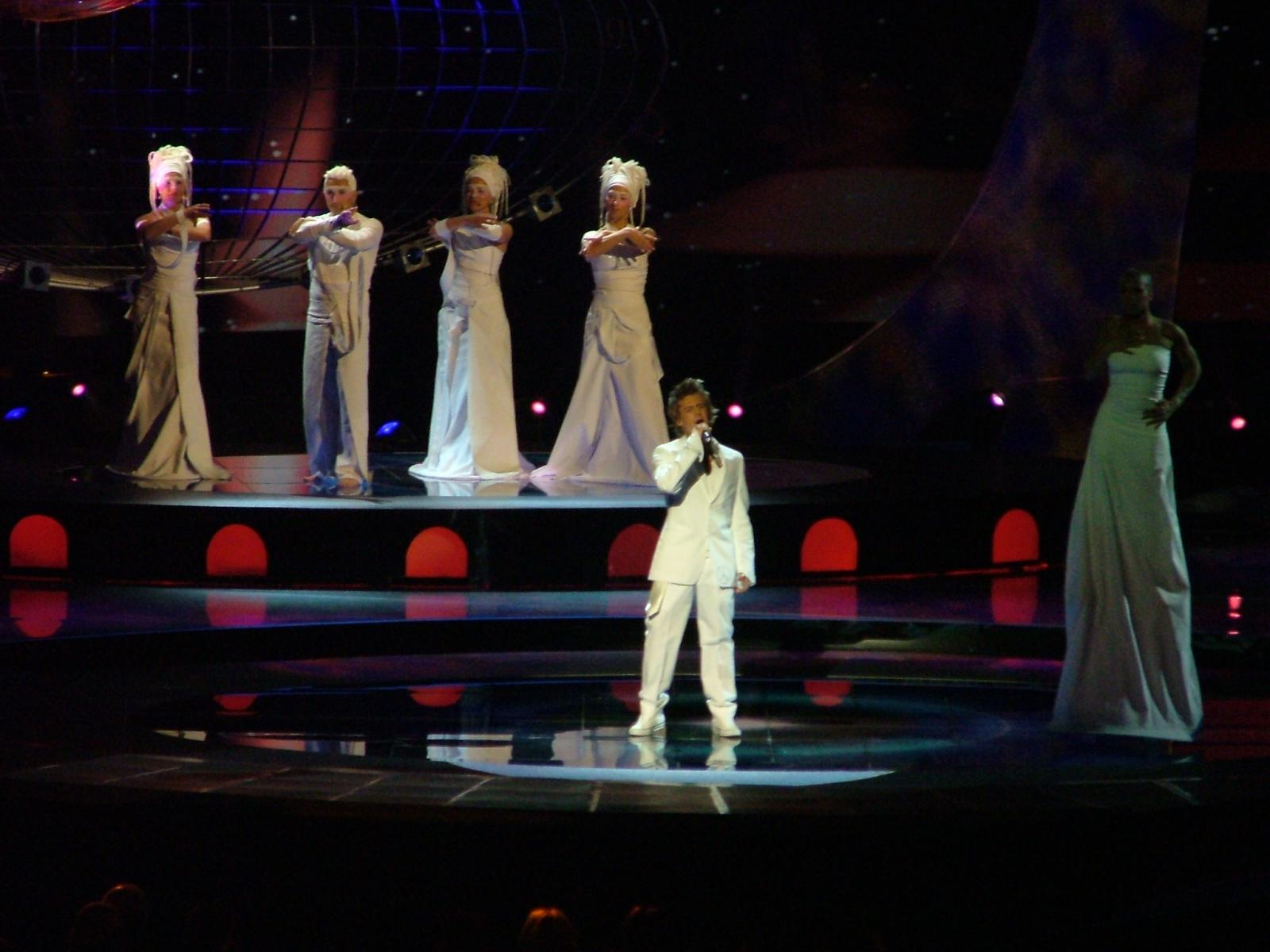
Cerrada podczas prezentacji singla w finale 47. Konkursu Piosenki Eurowizji w 2004 roku

Oficjalny teledysk do utworu powstał pod koniec marca 2004 roku.

### Występy na żywo: Konkurs Piosenki Eurowizji 2004
Utwór reprezentował Francję podczas 49. Konkursu Piosenki Eurowizji w 2004 roku, zostając wewnętrznie wybranych jako konkursowa propozycja dla wybranego wcześniej przez nadawcę Cerrady. Początkowo pojawiły się pogłoski, że jego eurowizyjną piosenką będzie utwór „Laissez-moi le temps”, ostatecznie jednak zdecydowano się na numer „À chaque pas”. Utwór został zaprezentowany premierowo podczas specjalnego programu Symphonic Show – spécial Eurovision, który pokazano 22 marca w telewizji France 3. Studyjna wersja piosenki została zaprezentowana trzy dni później.
Wokalista zaprezentował piosenkę podczas koncertu finałowego Konkursu Piosenki Eurowizji, który odbył się 15 maja w Stambule, i zajął z nią ostatecznie 15. miejsce w końcowej klasyfikacji, zdobywając łącznie 40 punktów. Podczas występu towarzyszył mu czteroosobowy chórek w składzie: Elisabet Baile, Labila Mokedem, Caroline Pascaud i Michel Cerroni, oraz tancerka na szczudłach – Cecile Joly. Choreografem prezentacji został Kamel Ouali.

## Lista utworów
CD Single
1. „A chaque pas” – 3:09
2. „I Still Believe” – 3:09

## Notowania na listach przebojów
| Kraj             | Lista (2004)        | Najwyższe miejsce |
| ---------------- | ------------------- | ----------------- |
| Belgia (Walonia) | UltraTop 50 Singles | 5                 |
| Francja          | Single Top 100      | 12                |
| Szwajcaria       | Singles Top 75      | 36                |